# Lang Chánh (thị trấn)
Lang Chánh là thị trấn huyện lỵ của huyện Lang Chánh, tỉnh Thanh Hóa, Việt Nam.

## Địa lý
Thị trấn Lang Chánh nằm ở phía đông huyện Lang Chánh, bên bờ sông Âm, một chi lưu của sông Chu, có vị trí địa lý:
- Phía đông giáp huyện Ngọc Lặc và xã Đồng Lương
- Phía tây giáp xã Trí Nang
- Phía nam giáp xã Giao An
- Phía bắc giáp xã Tân Phúc.

Thị trấn Lang Chánh có diện tích 26,82 km², dân số năm 2018 là 9.479 người, mật độ dân số đạt 353 người/km².
Quốc lộ 15 chạy qua trung tâm thị trấn.

## Hành chính
Thị trấn Lang Chánh được chia thành 14 khu phố: Ảng, Chí Linh, Chiềng Ban 1, Chiềng Ban 2, Chiềng Trái, Chiếu Bang, Giáng, Lê Lai, Lê Lợi, Nguyễn Trãi, Oi, Phống Bàn, Tỉu, Trùng.

## Lịch sử
Phần lớn địa bàn thị trấn Lang Chánh hiện nay trước đây là xã Quang Hiến.
Vùng đất thuộc xã Quang Hiến cũ, từ nhà Tây Sơn đến đầu thời Nguyễn thuộc đất mường Chính, tổng Tùy Chính, châu Lương Chính. Từ năm Minh Mệnh thứ 18 (1837) thuộc xã Mỹ Chánh, tổng Tùy Chính, châu Lang Chánh. Sau Cách mạng tháng Tám (1945), thuộc địa bàn hai xã Vinh Quang và Văn Hiến.
Năm 1951, ba xã Trí Nang, Vinh Quang và Văn Hiến sáp nhập thành xã Quyết Thắng. Năm 1966, xã Quyết Thắng chia thành hai xã Trí Nang và Quang Hiến.
Ngày 13 tháng 4 năm 1991, thành lập thị trấn Lang Chánh, thị trấn huyện lỵ huyện Lang Chánh trên cơ sở tách 135,27 ha diện tích tự nhiên và 2.516 người thuộc làng Chiềng Chải và phố Vinh Quang của xã Quang Hiến; 158,96 ha diện tích tự nhiên và 1.282 người thuộc làng Lưỡi và phố Ngã ba Đồng Lương của xã Đồng Lương.
Sau khi thành lập, thị trấn Lang Chánh có 294,23 ha diện tích tự nhiên và 3.798 người. Xã Quang Hiến còn lại 2.494,33 ha diện tích tự nhiên và 4.352 người, gồm các làng: Chiềng Ban, Quang Trung, Quang Lợi, Quang Phong, Quang Phú, Quang Thành, Quang Thắng, Quang Hợp, Quang Tiến và làng Chiếu.
Đến năm 2018, thị trấn Lang Chánh có diện tích 2,21 km², dân số là 5.086 người, mật độ dân số đạt 2.301 người/km². Xã Quang Hiến có diện tích 24,61 km², dân số là 4.393 người, mật độ dân số đạt 179 người/km².
Ngày 16 tháng 10 năm 2019, Ủy ban Thường vụ Quốc hội ban hành Nghị quyết số 786/NQ-UBTVQH14 về việc sắp xếp các đơn vị hành chính cấp xã thuộc tỉnh Thanh Hóa (nghị quyết có hiệu lực từ ngày 1 tháng 12 năm 2019). Theo đó, sáp nhập toàn bộ diện tích và dân số của xã Quang Hiến vào thị trấn Lang Chánh.

## Văn hóa
- Chùa Mèo (chùa Chu)[8]
- Hón Oi, nơi nghĩa quân Lam Sơn luyện tập binh mã[8].